# Róbert Zsolnai
Róbert Zsolnai (ur. 11 kwietnia 1982 w Budapeszcie) – węgierski piłkarz, występujący na pozycji napastnika.